# Elección presidencial de la República Checa de 2013
La elección presidencial de la República Checa de 2013 fue la primera elección de sufragio universal directo para elegir al presidente de la República Checa. Se llevó a cabo en dos rondas, la primera ronda del 11 al 12 de enero de 2013 y la segunda entre el 25 y 26 de enero del mismo año.

## Candidatos
Un candidato en la elección presidencial puede ser parte de la votación checa si es capaz de obtener 50.000 firmas de ciudadanos checos, o el patrocinio de 20 diputados o 10 senadores. Las firmas y los patrocinios deben presentarse 66 días antes de la elección.

### Candidatos confirmados
Al 19 de noviembre de 2012, la elección tuvo 11 candidatos declarados, de los cuales solo 9 fueron confirmados por el Ministerio del Interior, siendo:
| Candidato               | Quórum     | Partido       | Ocupación             |
| ----------------------- | ---------- | ------------- | --------------------- |
| Jana Bobošíková         | 50,810 (F) | S-B/JB        | Eurodiputado          |
| Jiří Dienstbier         | 28 (S)     | ČSSD          | Senador               |
| Jan Fischer             | 77,387 (F) | Independiente | Estadístico           |
| Táňa Fischerová         | 64,961 (F) | PV y MC       | Diputada              |
| Vladimír Franz          | 75,709 (F) | Independiente | Catedrático           |
| Zuzana Roithová         | 75,066 (F) | KDU–ČSL       | Eurodiputado          |
| Karel Schwarzenberg     | 41 (D)     | TOP 09        | Canciller             |
| Přemysl Sobotka         | 41 (D)     | ODS           | Presidente del Senado |
| Miloš Zeman             | 82,856 (F) | SPO-Z         | Primer ministro       |
| Ministerio del Interior |            |               |                       |

### Candidatos declarados inelegibles
El Ministerio del Interior recibió un total de veinte aspirantes a candidatos, de los cuales a doce se les rechazaron los documentos por el Ministerio al no haber entregado 50.000 firmas requeridas o por no cumplir con los requisitos formales.

#### CasoVladimír Dlouhý
El Ministerio del Interior decidió invalidar la candidatura de Vladimír Dlouhý en virtud de que al verificar las firmas de los ciudadanos checos se encontraron inconsistencias suficientes para declarar su inelegibilidad.

#### CasoTomio Okamura
Asimismo, se declaró inelegible al senador Tomio Okamura, puesto que, de las 61,966 rúbricas presentadas, el Ministerio del Interior solo reconoció la validez de 35,751; reportando ficticias al resto de firmas. El 27 de diciembre de 2012, Tomio Okamura presentó una denuncia contra la ley electoral y la ley de ejecución de la elección presidencial ante el Tribunal Administrativo Supremo de la República Checa. En enero de 2013, los magistrados del Tribunal resolvieron por unanimidad no acceder a las quejas de Tomio Okamura sobre el aplazamiento de las elecciones a fin de recontabilizar y verificar sus firmas por inconstitucionalidad. Tomio Okamura calificó como injusto el veredicto y dijo que en la República Checa no se llega a la justicia, por lo que, está considerando la posibilidad de presentar una denuncia ante el Tribunal Europeo de Derechos Humanos, ya que todavía se siente agraviado porque se revisaron mal sus firmas.
| Candidato               | Quórum     | Partido       | Ocupación  |
| ----------------------- | ---------- | ------------- | ---------- |
| Vladimír Dlouhý         | 38,687 (F) | Independiente | Economista |
| Tomio Okamura           | 35,751 (F) | Independiente | Senador    |
| Ministerio del Interior |            |               |            |

## Resultados
En los resultados de la primera vuelta, Miloš Zeman logró imponerse con un 24.21% de los votos, seguido de Karel Schwarzenberg que obtuvo el 23.4% de la votación, y, con ello, ambos participan para la segunda vuelta.